# Kiping
Kiping is een bestuurslaag in het regentschap Tulungagung van de provincie Oost-Java, Indonesië. Kiping telt 2550 inwoners (volkstelling 2010).